# اروخ
اروح (به کردی: dih) (به ترکی استانبولی: Eruh) شهری است در کشور ترکیه که در استان سیرت واقع شده‌است. جمعیت این شهر بر اساس سرشماری سال ۲۰۰۸ میلادی ۹٬۶۱۷ نفر و بر اساس برآوردهای سال ۲۰۰۹ میلادی ۹٬۷۸۴ نفر می‌باشد.